# Adrián Riera
Adrián Riera Torrecillas (Murcia, 19 aprile 1996) è un calciatore spagnolo, centrocampista dell'Akritas Chlōrakas.

## Carriera
Il 17 agosto 2019 viene acquistato a titolo definitivo dalla squadra greca dell'Asteras Tripolīs.

## Statistiche

### Presenze e reti nei club
Statistiche aggiornate al 26 giugno 2022.
| Stagione                | Squadra                 | Campionato              | Campionato | Campionato | Coppe nazionali | Coppe nazionali | Coppe nazionali | Coppe continentali | Coppe continentali | Coppe continentali | Altre coppe | Altre coppe | Altre coppe | Totale | Totale |
| Stagione                | Squadra                 | Comp                    | Pres       | Reti       | Comp            | Pres            | Reti            | Comp               | Pres               | Reti               | Comp        | Pres        | Reti        | Pres   | Reti   |
| ----------------------- | ----------------------- | ----------------------- | ---------- | ---------- | --------------- | --------------- | --------------- | ------------------ | ------------------ | ------------------ | ----------- | ----------- | ----------- | ------ | ------ |
| 2015-feb. 2016          | Levante B               | SDB                     | 7          | 0          |                 | -               | -               |                    | -                  | -                  |             | -           | -           | 7      | 0      |
| feb.-giu. 2016          | La Roda                 | SDB                     | 11         | 0          |                 | -               | -               |                    | -                  | -                  |             | -           | -           | 11     | 0      |
| 2017-gen. 2018          | Formentera              | SDB                     | 21         | 3          | CR              | 6               | 0               |                    | -                  | -                  |             | -           | -           | 27     | 3      |
| gen.-giu. 2018          | Toledo                  | SDB                     | 1          | 1          | CR              | -               | -               |                    | -                  | -                  |             | -           | -           | 1      | 1      |
| 2018-2019               | Villarreal B            | SDB                     | 14+1       | 0          |                 | -               | -               |                    | -                  | -                  |             | -           | -           | 15     | 0      |
| 2019-2020               | Asteras Tripolīs        | SL                      | 17+7       | 0          | CG              | 3               | 0               |                    | -                  | -                  |             | -           | -           | 27     | 0      |
| 2020-2021               | Asteras Tripolīs        | SL                      | 23+8       | 3+1        | CG              | 2               | 0               |                    | -                  | -                  |             | -           | -           | 33     | 4      |
| 2021-2022               | Asteras Tripolīs        | SL                      | 23+6       | 6+1        | CG              | 1               | 0               |                    | -                  | -                  |             | -           | -           | 30     | 7      |
| Totale Asteras Tripolīs | Totale Asteras Tripolīs | Totale Asteras Tripolīs | 63+21      | 9+2        |                 | 6               | 0               |                    | -                  | -                  |             | -           | -           | 90     | 11     |
| Totale carriera         | Totale carriera         | Totale carriera         | 139        | 15         |                 | 12              | 0               |                    | -                  | -                  |             | -           | -           | 151    | 15     |